# ثوران جبل سامالاس 1257
في عام 1257، حدث ثوران كارثي في سامالاس، وهو بركان يقع على جزيرة لومبوك الإندونيسية. كان لهذا الحدث مؤشر انفجار بركاني محتمل قدره 7،  مما يجعله أحد أكبر الانفجارات البركانية خلال العصر الهولوسيني. وقد خلفت وراءها فوهة بركان كبيرة تحتوي على بحيرة سيجارا أناك. أدى النشاط البركاني اللاحق إلى إنشاء المزيد من المراكز البركانية في كالديرا، بما في ذلك مخروط باروجاري، الذي لا يزال نشطًا.
أدى هذا الحدث إلى نشوء أعمدة ثوران بركانية امتدت لعشرات الكيلومترات في الغلاف الجوي وتدفقات بركانية دفنت أجزاء كبيرة من جزيرة لومبوك وعبرت البحر لتصل إلى جزيرة سومباوا المجاورة. وقد أدت هذه التدفقات إلى تدمير المساكن البشرية، بما في ذلك مدينة باماتان ، التي كانت عاصمة مملكة في لومبوك. سقط الرماد الناتج عن الثوران لمسافة تصل إلى 340 كيلومتر (210 ميل) بعيدًا في جاوة ؛ أودع البركان أكثر من 10 كيلومتر مكعب (2.4 ميل3) من الصخور والرماد.
وقد أدت الهباء الجوي المحقونة في الغلاف الجوي إلى تقليل الإشعاع الشمسي الذي يصل إلى سطح الأرض، مما تسبب في شتاء بركاني وتبريد الغلاف الجوي لعدة سنوات. وقد أدى هذا إلى المجاعات وفشل المحاصيل في أوروبا وأماكن أخرى، على الرغم من أن النطاق الدقيق للتغيرات في درجات الحرارة وعواقبها لا يزال موضع نقاش. ربما ساعد الثوران في إحداث العصر الجليدي الصغير ، وهي فترة باردة استمرت لعدة قرون خلال الألف عام الماضية.
قبل أن يتم معرفة موقع الثوران، كشف فحص أنوية الجليد في جميع أنحاء العالم عن ارتفاع كبير في رواسب الكبريتات منذ حوالي عام 1257، مما يوفر دليلاً قوياً على حدوث ثوران بركاني كبير في ذلك الوقت. في عام 2013، ربط العلماء السجلات التاريخية حول جبل سامالاس بهذه المسامير. وقد تم كتابة هذه السجلات من قبل الأشخاص الذين شهدوا الحدث وسجلوها في باباد لومبوك ، وهي وثيقة مكتوبة على أوراق النخيل .

## الجيولوجيا
سامالاس (المعروف أيضًا باسم Rinjani Tua ) كان جزءًا مما يُعرف الآن بمجمع رينجاني البركاني، في لومبوك، في إندونيسيا.  تشكل بقايا البركان كالديرا سيجارا آنك، مع جبل رينجاني على حافتها الشرقية. منذ تدمير سامالاس، تشكل بركانان جديدان، رومبونجان وباروجاري، في كالديرا. كان جبل رينجاني أيضًا نشطًا بركانيًا، حيث شكل فوهة خاصة به، تسمى سيجارا مونكار.  تشمل البراكين الأخرى في المنطقة أجونج ، وباتور ، وبراتان ، على جزيرة بالي إلى الغرب.

موقع لومبوك

لومبوك هي إحدى جزر سوندا الصغرى  في قوس سوندا  في إندونيسيا،  وهي منطقة الاندساس حيث تغوص الصفيحة الأسترالية تحت الصفيحة الأوراسية بمعدل 7 سنتيمتر سنويا (2.8 بوصة/سنة).  من المرجح أن تكون الصهارة التي تغذي جبل سامالاس وجبل رينجاني مشتقة من صخور البريدوتيت الموجودة أسفل لومبوك، في إسفين الوشاح.  قبل الثوران، ربما كان ارتفاع جبل سامالاس يصل إلى 4,200 ± 100 متر (13,780 ± 330 قدم) استنادًا إلى عمليات إعادة البناء التي تستقرئ إلى الأعلى من المنحدرات السفلية الباقية،  وبالتالي فهي أطول من جبل كينابالو الذي يعد حاليًا أعلى جبل في آسيا الاستوائية؛ ارتفاع سامالاس الحالي أقل من ارتفاع جبل رينجاني المجاور، الذي يصل إلى 3,726 متر (12,224 قدم). 
أقدم الوحدات الجيولوجية في لومبوك تعود إلى العصر الأوليجوسيني - الميوسيني،   مع ظهور وحدات بركانية قديمة في الأجزاء الجنوبية من الجزيرة.  يعود أصل بناء سامالاس الى وجود النشاط البركاني قبل 12000 سنة قبل الميلاد. تشكلت رينجاني بين 11940 ± 40 و 2550 ± 50 سنة قبل الميلاد.  خلال العصر الهولوسيني المبكر (قبل 5300 قبل الميلاد )، كان هناك عدد قليل من الانفجارات البركانية الكبيرة في سامالاس ورينجاني، لكن النشاط انتعش لاحقًا: 
يعود تاريخ الانفجارات الإضافية التي حدثت إما في رينجاني أو سامالاس إلى 11980 ± 40، و11940 ± 40، و6250 ± 40 قبل التاريخ.  استمر النشاط البركاني حتى حوالي 500 عام قبل عام 1257.  معظم النشاط البركاني يحدث الآن في بركان باروجاري مع ثورات في أعوام 1884، 1904، 1906، 1909، 1915، 1966، 1994، 2004، و2009؛ وكان رومبونجان نشطًا في عام 1944. يتكون النشاط البركاني في الغالب من الانفجارات البركانية وتدفقات الرماد. 
تتكون صخور بركان سامالاس في الغالب من الداسيت ، مع وجود SiO2 محتوى بنسبة 62-63 في المائة من حيث الوزن.  تتكون الصخور البركانية في قوس باندا في الغالب من صخور كلسية قلوية تتراوح من البازلت إلى الأنديزيت إلى الداسيت .  تبلغ القشرة الأرضية الموجودة أسفل البركان حوالي 20 كيلومتر (12 ميل)يبلغ سمكها حوالي ، ويبلغ طول الطرف السفلي لمنطقة واداتي-بينيوف حوالي 164 كيلومتر (102 ميل) عميق. 

## ثوران

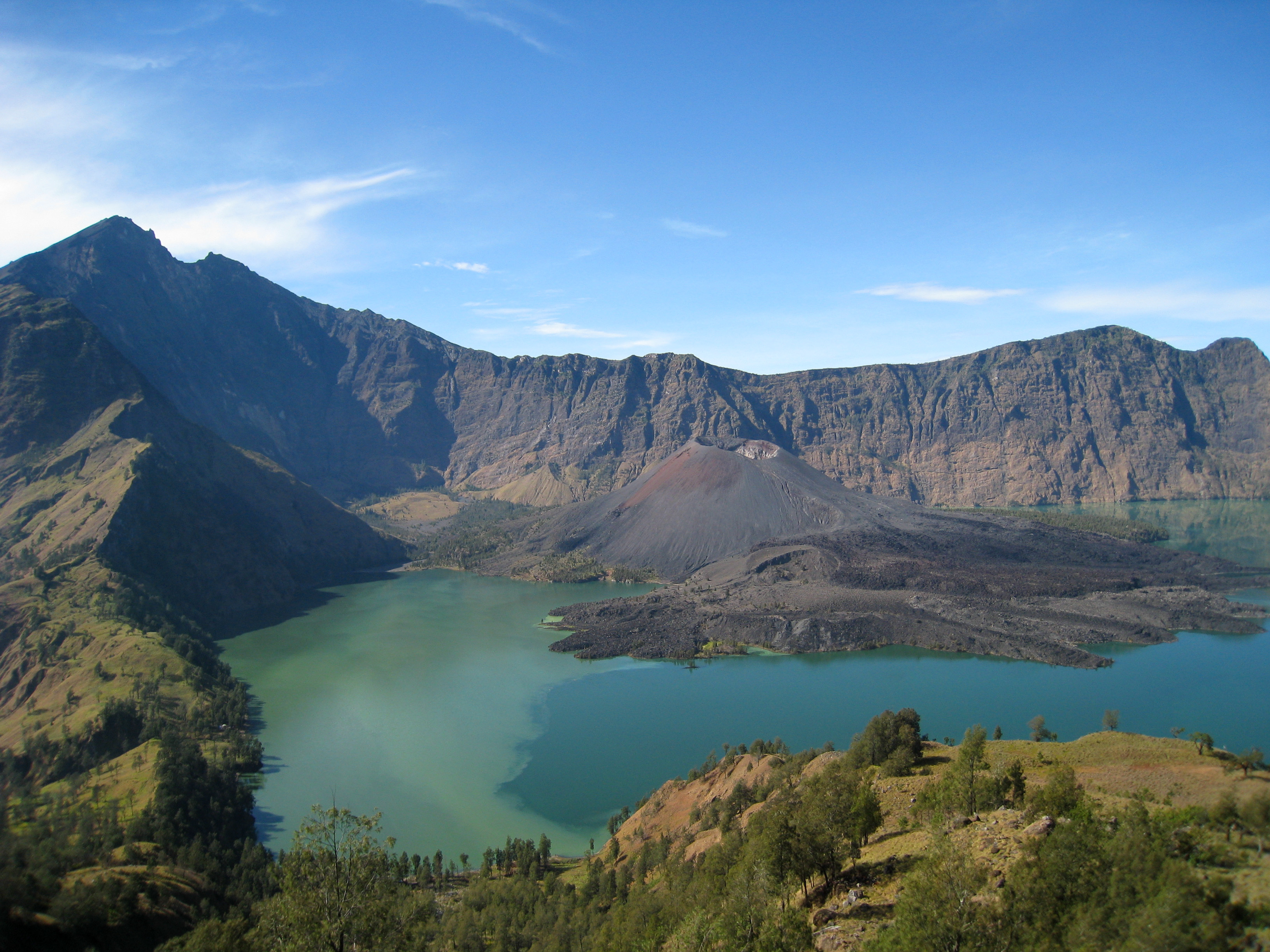
كالديرا سيجارا آناك ، التي نشأت نتيجة الثوران

تعود أحداث ثوران عام 1257 إلى التحليل الجيولوجي للرواسب التي خلفها  ومن خلال السجلات التاريخية.  من المحتمل أن يكون الثوران قد حدث خلال الصيف الشمالي  في سبتمبر (عدم اليقين لمدة تتراوح بين شهرين وثلاثة أشهر) من ذلك العام، في ضوء الوقت الذي قد يستغرقه وصول آثاره إلى الصفائح الجليدية القطبية وتسجيلها في نوى الجليد  ونمط رواسب التيفرا.  من المرجح أن يكون عام 1257 هو العام الذي حدث فيه الثوران، على الرغم من أن تاريخ 1258 ممكن أيضًا. 

### المراحل
تسمى مراحل الثوران باسم P1 (المرحلة الصهارية والتدفقات البركانية)، وP2 (المرحلة الصهارية مع التدفقات البركانية)، وP3 ( الطور البليني )، وP4 (التدفقات البركانية).  لم يتم معرفة مدة المرحلتين P1 وP3 بشكل فردي، ولكن المرحلتين مجتمعتين (باستثناء P2) استمرتا ما بين 12 إلى 15 ساعة.  وصل عمود الثوران إلى ارتفاع 39–40 كيلومتر (24–25 ميل) خلال المرحلة الأولى (P1)،  وعلى 38–43 كيلومتر (24–27 ميل) خلال المرحلة الثالثة (P3)؛  كانت مرتفعة بما يكفي SO2 حيث أثرت على نسبة SO 2 فيه ونسبة نظير الكبريت فيه عن طريق التحلل الضوئي على ارتفاعات عالية. 

### حدث
بدأ الثوران بمرحلة تدفقية (تعمل بالطاقة الانفجارية البخارية) والتي ترسبت فيها 3 سنتيمتر (1.2 بوصة) البركانية. بوصة) من الرماد على مساحة تزيد عن 400 كيلومتر مربع (150 ميل2) من شمال غرب لومبوك. تلت ذلك مرحلة الصخور البركانية، وتساقطت صخور الخفاف الغنية بالصخور البركانية، ووصل سمكها إلى 8 سنتيمتر (3.1 بوصة) كلا الاتجاهين في اتجاه الريح في شرق لومبوك وفي بالي.  وتبع ذلك تساقط الصخور الرسوبية، والتدفقات البركانية الفتاتية التي كانت محصورة داخل الوديان على الجانب الغربي من سامالاس. تآكلت بعض رواسب الرماد، مما أدى إلى إنشاء هياكل ثلمية في الرماد. عبرت التدفقات البركانية الفتاتية مسافة 10 كيلومتر (6.2 ميل) من بحر بالي، ليصل إلى جزر جيلي إلى الشمال الغربي من سامالاس  وتاليوانج شرق لومبوك،  بينما من المفترض أن كتل الخفاف غطت مضيق ألاس بين لومبوك وسومباوا.  تظهر الرواسب أدلة على تفاعل الحمم البركانية مع الماء، لذا فمن المحتمل أن مرحلة الثوران هذه كانت بركانية مائية. تبع ذلك ثلاث حلقات من تساقط الخفاف، مع وجود رواسب كبيرة على مساحات واسعة من تلك التي وصلت إليها أي من مراحل الثوران الأخرى. سقطت هذه الخفاف على مسافة تصل إلى 61 كيلومتر (38 ميل) إلى الشرق، ضد الرياح السائدة، في سومباوا، حيث يصل ارتفاعها إلى 7 سنتيمتر (2.8 بوصة) سميكة. 
وتبع ترسب هذه الخفاف مرحلة أخرى من نشاط التدفق البركاني الفتاتى، ربما بسبب انهيار عمود الثوران الذي ولّد التدفقات. في هذا الوقت تحول الثوران من مرحلة توليد عمود الثوران إلى مرحلة تشبه النافورة وبدأت كالديرا في التشكل. انحرفت هذه التدفقات البركانية الفتاتية بسبب تضاريس لومبوك، حيث ملأت الوديان وتحركت حول العوائق مثل البراكين القديمة أثناء توسعها عبر الجزيرة مما أدى إلى حرق نباتات الجزيرة. وقد أدى التفاعل بين هذه التدفقات والهواء إلى تشكل سحب ثورانية إضافية وتدفقات بركانية ثانوية. دخلت التدفقات البحر شمال وشرق لومبوك، أدت الانفجارات البخارية إلى إنشاء مخاريط الخفاف على الشواطئ وتدفقات الحمم البركانية الثانوية الإضافية. 
نزلت التدفقات البركانية الفتاتية على المنحدرات الشمالية لسامالاس؛ وعلى المنحدرات الجنوبية انقسمت إلى فرعين اتجها إلى مضيق ألاس إلى الشرق ومضيق بالي إلى الغرب.  دُفنت الشعاب المرجانية تحت تدفقات الحمم البركانية؛ وعبرت بعض التدفقات مضيق ألاس بين سومباوا ولومبوك وشكلت رواسب في سومباوا.  وصلت هذه التدفقات البركانية الفتاتية إلى أحجام 29 كيلومتر مكعب (7.0 ميل3) في لومبوك،  وسمكها 35 متر (115 قدم) حتى 25 كيلومتر (16 ميل) من سامالاس.  أدت التدفقات البركانية الفتاتية إلى تغيير جغرافية لومبوك؛ حيث أدت هي والرواسب المتآكلة من رواسب سامالاس إلى توسيع خطوط شواطئ الجزيرة  ودفن وديان الأنهار؛ وتطورت شبكة نهرية جديدة على الرواسب البركانية. 

### الصخور والرماد
غطت الصخور البركانية التي قذفها الانفجار جزيرة بالي ولومبوك وأجزاء من سومباوا.  سقطت التيفرا على شكل طبقات من الرماد الناعم من الثوران في أماكن بعيدة مثل جاوة، لتشكل جزءًا من تيفرا مونتيلان، التي وجدت على سفوح البراكين الأخرى في جاوة، ولكن لا يمكن ربطها بالثورات في هذه الأنظمة البركانية. تعتبر هذه التيفرا الآن نتاجًا لثوران عام 1257، وبالتالي تُعرف أيضًا باسم تيفرا سامالاس.   يصل سمكها إلى 2–3 سنتيمتر (0.79–1.18 بوصة) على جبل ميرابي ، 15 سنتيمتر (5.9 بوصة) على جبل برومو ، 22 سنتيمتر (8.7 بوصة) في إيجين  12–17 سنتيمتر (4.7–6.7 بوصة) بركان أجونج في بالي.  في بحيرة لوغونغ 340 كيلومتر (210 ميل) بعيدًا عن سامالاس  في جاوة، يبلغ ارتفاعه 3 سنتيمتر (1.2 بوصة) سميكة. ترسبت معظم التيفرا غرب-جنوب غرب سامالاس.  بالنظر إلى سمك سامالاس تيفرا الموجودة في جبل ميرابي، ربما وصل الحجم الإجمالي إلى 32–39 كيلومتر مكعب (7.7–9.4 ميل3) .  وصل مؤشر التشتت (المساحة السطحية التي تغطيها رماد أو حمم بركانية) للثوران إلى 7,500 كيلومتر مربع (2,900 ميل2) خلال المرحلة الأولى و 110,500 كيلومتر مربع (42,700 ميل2) خلال المرحلة الثالثة، مما يعني أن هذه كانت ثورانًا بلينيًا وثورانًا فائقًا على التوالي. 
استخدمت شلالات الخفاف ذات الحبيبات الدقيقة واللون الكريمي من ثوران سامالاس كعلامة زمنية للثوران البركاني في بالي.  Tephra from the volcano was found in ice cores as far as 13,500 كيلومتر (8,400 ميل) away, and a tephra layer sampled at Dongdao island in the South China Sea has been tentatively linked to Samalas. أثر الرماد والهباء الجوي على البشر والشعاب المرجانية على مسافات كبيرة من الثوران. 
هناك تقديرات عديدة لحجم المواد المنبعثة خلال المراحل المختلفة لثوران سامالاس. وصلت المرحلة الأولى إلى حجم يتراوح 12.6–13.4 كيلومتر مكعب (3.0–3.2 ميل3) . وقد تم تقدير حجم المرحلة الصهارية المائية بحوالي 0.9–3.5 كيلومتر مكعب (0.22–0.84 ميل3) .  بلغ إجمالي حجم الصخور الكثيفة المكافئة للثوران بأكمله 40 كيلومتر مكعب (9.6 ميل3) .  في لومبوك، تشكل تكوين كاليبابك، وهو تكوين صخري جيولوجي.  كانت الصهارة المتفجرة تراكيداسيتية وتحتوي على أمفيبول ، وأباتيت ، وكلينوبيروكسين ، وكبريتيد الحديد ، وأورثوبيروكسين ، وبلاجيوكليز ، وتيتانوماجنتيت . تشكلت من الصهارة البازلتية عن طريق التبلور الكسري  وكانت درجة حرارتها حوالي 1,000 °م (1,830 °ف) .  ربما كان ثورانها ناتجًا عن دخول الصهارة الجديدة إلى حجرة الصهارة أو تأثيرات طفو فقاعات الغاز. 

### شدة
مؤشر الانفجار البركاني لهذا الثوران كان 7،  مما يجعله أحد أكبر الثورات البركانية في العصر الحالي، الهولوسين.  تشمل الانفجارات المماثلة ثوران بحيرة كوريل (في كامتشاتكا، روسيا) في الألفية السابعة قبل الميلاد، وثوران جبل مازاما (الولايات المتحدة، أوريغون) في الألفية السادسة قبل الميلاد،  ثوران سيرو بلانكو ( الأرجنتين) منذ حوالي 4200 سنة،  ثوران مينوان (في سانتوريني، اليونان)  بين 1627و1600 قبل الميلاد،  ثوران بركان تييرا بلانكا جوفين في بحيرة إيلوبانغو (السلفادور) في القرن السادس، وجبل تامبورا في عام 1815.  يمكن أن تؤدي مثل هذه الانفجارات البركانية الكبيرة إلى تأثيرات كارثية على البشر وخسارة واسعة النطاق في الأرواح سواء بالقرب من البركان أو على مسافات أكبر. 

### كالديرا
أدى الثوران إلى خلق مساحة 6–7 كيلومتر (3.7–4.3 ميل) كالديرا سيجارا آنك الواسعة حيث كان يقع جبل سامالاس سابقًا؛  ضمن نطاقها 700–2,800 متر (2,300–9,200 قدم) جدران عالية، 200 متر (660 قدم) تشكلت بحيرة فوهة عميقة  تسمى بحيرة سيجارا آنك .  يرتفع مخروط بروجاري 320 متر (1,050 قدم) فوق مياه البحيرة وقد ثار 15 مرة منذ عام 1847.  ربما كانت هناك بحيرة فوهة بركانية موجودة على سامالاس قبل الثوران وزودت مرحلتها البركانية المائية بحوالي 0.1–0.3 كيلومتر مكعب (0.024–0.072 ميل3) من الماء. وبدلاً من ذلك، كان من الممكن توفير المياه من خلال طبقات المياه الجوفية .  حوالي 2.1–2.9 كيلومتر مكعب (0.50–0.70 ميل3) من الصخور من رينجاني سقطت في كالديرا،  وهو الانهيار الذي شهده البشر  وترك هيكل انهيار يقطع منحدرات رينجاني المواجهة لكالديرا سامالاس. 
كان حدث التعرف على الثوران لأول مرة الذي شكل كالديرا في عام 2003، وفي عام 2004 أكتشف حجم 10 كيلومتر مكعب (2.4 ميل3) وقد نُسبت إلى هذا الثوران.  أشارت الأبحاث المبكرة إلى أن الانفجار المؤدي إلى تشكل كالديرا حدث بين عامي 1210 و1300. في عام 2013، اقترح لافين أن الثوران حدث بين مايو وأكتوبر 1257، مما أدى إلى التغيرات المناخية في عام 1258.  شيدت العديد من القرى في لومبوك على رواسب التدفقات البركانية الفتاتية. 

## تاريخ البحث
أكتشف هذا الحدث البركاني في عامي 1257-1258 لأول مرة من البيانات الموجودة في نوى الجليد؛    وعثب على تركيزات متزايدة من الكبريتات على وجه التحديد  في عام 1980 داخل نواة جليد كريت  ( جرينلاند، حفر في عام 1974  ) مرتبطة برواسب الرماد الريوليتي.  كان الثوران معروفًا باسم "الثوران الغامض".  الطبقة 1257-1258 هي ثالث أكبر إشارة للكبريتات في كريت؛  في البداية أعتبر مصدر في بركان بالقرب من جرينلاند  ولكن السجلات الأيسلندية لم تذكر أي ثورات بركانية حول عام 1250 وتم اكتشاف في عام 1988 أن أنوية الجليد في القارة القطبية الجنوبية - في محطة بيرد والقطب الجنوبي - تحتوي أيضًا على إشارات كبريتات.  عثر أيضًا على طفرات كبريتات في نوى الجليد من جزيرة إليسمير، كندا،  واستخدمت طفرات كبريتات سامالاس كعلامات طبقية لنوى الجليد حتى قبل معرفة البركان الذي تسبب فيها. 
أشارت أنوية الجليد إلى ارتفاع كبير في الكبريتات، مصحوبًا بترسيب التيفرا،  حوالي عامي 1257-1259،   وهو الأكبر  في 7000 عام وضعف حجم الارتفاع بسبب ثوران تامبورا عام 1815.  في عام 2003، بلغ حجم الصخور الكثيفة المكافئة 200–800 كيلومتر مكعب (48–192 ميل3) لهذا الثوران،  ولكن اقترح أيضًا أن الثوران ربما كان أصغر إلى حد ما وأكثر ثراءً بالكبريت.   كان يُعتقد أن البركان المسؤول يقع في منطقة حلقة النار  ولكن لم يكن من الممكن تحديده في البداية؛  اقترح بركان توفوا في تونجا في البداية ولكن تم رفضه، حيث كان ثوران توفوا صغيرًا جدًا بحيث لا يتسبب في حدوث طفرات كبريتات 1257.  وكان ثوران بركاني في عام 1256 في حرة الرها بالقرب من المدينة المنورة صغيرًا جدًا بحيث لا يؤدي إلى إثارة هذه الأحداث.  وشملت المقترحات الأخرى عدة ثورات متزامنة.  قدر قطر الكالديرا التي خلفها الثوران بحوالي 10–30 كيلومتر (6.2–18.6 ميل)،  ويُقدر أن الموقع قريب من خط الاستواء وربما شماله. 
في حين لم يكن من الممكن في البداية ربط أي شذوذ مناخي واضح بطبقات الكبريتات البالغ عددها 1257 طبقة،   في عام 2000  تم تحديد ظواهر مناخية في السجلات التي تعود إلى العصور الوسطى في نصف الكرة الشمالي   والتي تميز الانفجارات البركانية.  في وقت سابق، أبلغ عن تغيرات المناخ من خلال دراسات حلقات الأشجار وإعادة بناء المناخ.  أظهرت الرواسب أن الاضطرابات المناخية التي تم الإبلاغ عنها في ذلك الوقت كانت بسبب حدث بركاني، حيث يشير الانتشار العالمي إلى أن بركان استوائي هو السبب. 

لقد طرح الاقتراح بأن سامالاس/رينجاني قد يكون البركان المصدر لأول مرة في عام 2012، لأن البراكين المرشحة الأخرى - إل تشيتشون وكويلوتوا - لم تتطابق مع كيمياء المسامير الكبريتية.  كما كانت فترات زمنية وحجم الثوران في إل تشيتشون وكويلوتوا وأوكاتينا غير متسقة أيضًا. 
 حصل اتفاق على التوصل إلى الرابط الحاسم بين هذه الأحداث وثوران سامالاس في عام 2013 على أساس  تأريخ الكربون المشع للأشجار في لومبوك  وباباد لومبوك، وهي سلسلة من الكتابات باللغة الجاوية القديمة على أوراق النخيل  والتي وصفت حدثًا بركانيًا كارثيًا في لومبوك وقع قبل عام 1300.  دفعت هذه النتائج فرانك لافين ،  عالم جيولوجيا من جامعة بانثيون السوربون  والذي كان يشتبه بالفعل في أن بركانًا على تلك الجزيرة قد يكون مسؤولاً، إلى استنتاج أن بركان سامالاس هو هذا البركان.  تم تأكيد دور ثوران سامالاس في الأحداث المناخية العالمية من خلال مقارنة الكيمياء الجيولوجية لشظايا الزجاج الموجودة في نوى الجليد مع رواسب الثوران في لومبوك.  وفي وقت لاحق، عززت أوجه التشابه الجيوكيميائية بين التيفرا الموجودة في نوى الجليد القطبي ومنتجات ثوران سامالاس هذا التوطين.  